# MC-link
MC-link S.p.A. è stato un operatore di telecomunicazioni italiano con sede legale a Trento e sede operativa a Roma fondato nel 1986.
Nasceva come bulletin board system commerciale abbinata alla rivista MCmicrocomputer (da cui ha derivato il nome) ed è registrata come «rivista telematica» dal 1990. A partire dal 1992 aveva offerto ai propri abbonati una casella e-mail. Nei primi anni '90 fu uno dei primi ISP italiani. Da quando operava come società commerciale autonoma (1998) offriva servizi prevalentemente rivolti al settore professionale.

## Storia
MC-link è tra i fondatori del NaMeX e del MIX (Milan Internet eXchange), i due principali Internet Exchange Point italiani. Nel 2009 ha acquistato il 54,84% di Alpikom, società che ha incorporato alla fine del medesimo anno divenendo operatore di telecomunicazioni. Dal 2010 ha ampliato l'offerta dei propri servizi grazie all'implementazione sulla propria rete nazionale del protocollo di rete MPLS. L'adozione di un'architettura di dorsale geografica e metropolitana, che interconnette le sedi di Roma, Milano/Monza e Trento, realizzata in fibra ottica, permette la delocalizzazione dei servizi.
Nell'agosto 2018 MC-link è stata fusa per incorporazione in Irideos insieme a Infracom, KPNQwest Italia ed Enter.

## Tecnologie
Dal 2005 MC-link aveva iniziato a sviluppare un'infrastruttura di rete di accesso proprietaria.
- La prima area ad essere interessata è stata la città di Roma, dove è stata realizzata una MAN (Metropolitan Area Network) di circa 300 km di fibra ottica che collega il 90% degli stadi di linea (vedi centrale telefonica) all'interno del Grande Raccordo Anulare[3].
- Alla fine del 2007, l'infrastruttura è stata estesa a Milano e Monza, dove la MAN comprende circa 280 km di fibra ottica che collega l'80% degli stadi di linea presenti all'interno della città e dell'hinterland[4].
- All'inizio del 2010 si è aggiunta l'area di Trento che si avvale di una MAN che comprende circa 25 km di fibra ottica[5].

Nella primavera del 2013 ne facevano parte anche le città di Bolzano, Parma e Rovereto. Nel 2011 è stato costruito un secondo data center a Roma in aggiunta a quelli di Trento e Milano per un totale di 1.850 m². Sempre nel 2011 è stata realizzata, sempre a Roma, una seconda sede più ampia.

## Quotazione in Borsa
MC-link è stata quotata sull'AIM Italia - Mercato alternativo del capitale nell'indice FTSE AIM Italia di Borsa Italiana con la sigla MCK, dal 22 febbraio 2013 al 3 novembre 2017, quando è stata revocata dalle negoziazioni, dopo il successo dell'OPA lanciata a 15,60 euro da Irideos, che era all'epoca detenuta all’80% dal Secondo Fondo F2i e al 20% da Marguerite.
I principali soci erano Paolo Nuti, Bo Arnklit e Dedagroup, primaria società italiana di information technology.